# Фэн, Агатон Жан Франсуа
Барон (с 1809) Агатон Жан Франсуа Фэн (фр. Agathon Jean François Fain; 11 января 1778[…], Париж — 16 сентября 1837, Париж) — личный секретарь Наполеона I, мемуарист и публицист, депутат парламента.

## Биография
Родился в 1778 году. В 1790-е годы поступил на службу сперва в секретариат Комитета общественного спасения, позднее работал в генеральном секретариате Директории и в Национальном архиве.
В 1806 году приступил к работе в секретариате императора Наполеона в качестве секретаря-архивариуса. В начале 1813 году Наполеон назначил его главой секретариата и своим личным секретарем. В 1806—14 годах Фэн сопровождал Наполеона во всех походах, вплоть до отречения в Фонтенбло, причём сам акт отречения Наполеона от престола был написан Фэном. Во время Ста дней вновь находился рядом с Наполеоном в качестве секретаря. 
Барон империи (1809). Командор ордена Почётного легиона (1813).
В годы Реставрации Бурбонов Фэн находился в отставке. После Июльской революции 1830 года вновь поступил на службу. Дважды, в 1830—32 и недолгое время в 1836 году, занимал при короле Луи-Филиппе должность, аналогичную прежнему министру королевского двора Франции (управлял личной собственностью королевской семьи), но в состав кабинета министра не входил.
С 1834 года — депутат нижней палаты французского парламента.
Написал целый ряд произведений, в основном о наполеоновской эпохе, выдержанных в апологетическом ключе. Большую ценность для историков имеют мемуары Фэна («Mémoires du Baron Fain, Premier Secrétaire du Cabinet de l'Empereur», первое французское издание — 1908 год, английское — 1998), где он сообщает многие ценные сведения о Наполеоне, относящиеся к тому периоду, когда мемуарист почти неотлучно находился рядом с ним. 
Скончался барон Фэн в 1837 году в Париже.

## Произведения

### На русском языке
- Агатон де Фэн. Записи 1812 года, служащие к истории императора Наполеона / ред. пер. с фр., статья и комм. С. Н. Искюля // Звезда. 2015. № 9—11. С. 79—131, 71—123, 94—119.

### На французском языке
- Manuscrit de l'an trois (1794—1795), contenant les premières transactions des puissances de l'Europe avec la république française, et le tableau des derniers événemens du régime conventionnel (1828)
- Manuscrit de l'an 1812 (1827)
- Manuscrit de l'an 1813, contenant le précis des évènements de cette année pour servir à l'histoire de l'empereur Napoléon (1824—1825)
- Manuscrit de l'an 1814, contenant l'histoire des six derniers mois du régime de Napoléon (1823—1825)
- Manuscrit de l'an 1814, trouvé dans les voitures impériales prises à Waterloo, Paris, 1823
- Journal des séjours de l'Empereur Napoléon, fac-similé du manuscrit de 1821, éditions LBM, Paris, 2007, ISBN 978-2-915347-53-1
- Mémoires du Baron Fain, premier secrétaire du cabinet de l'Empereur, publiés par son arrière petit-fils, Paris, Plon, 1908, 372 p.